# Concert per a flauta núm. 2 (Mozart)
El Concert per a flauta núm. 2 en re major, K. 314/285 d, és una adaptació d'un concert per a oboè original, escrita per Wolfgang Amadeus Mozart el 1778.

## Història
Tant Mozart com el seu pare van ser emprats per l'arquebisbe Colloredo de Salzburg. L'arquebisbe no sentia simpatia per cap dels dos i ells alhora sentien aversió pels seus càrrecs. El 1777, la família va decidir que Wolfgang fes una gira per les capitals musicals d'Europa, amb l'esperança que es pogués guanyar millor la vida a través de les interpretacions, l'ensenyament i els encàrrecs. Leopoldo es va quedar a Salzburg, de manera que hi hagués almenys un ingrés estable. Poc després de partir, Wolfgang va compondre un Concert per a Oboè, el K. 314 / K. 285d com a obra especial per a l'oboista Giuseppe Ferlendis, que va entrar al servei de la cort de Salzburg el 1777.
El compositor va concloure l'obra abans del seu viatge a Mannheim, és a dir, abans de finalitzar l'any. Un cop a Mannheim va rebre la comissió de tres concerts per a flauta per al metge Ferdinand Dejean. Mozart ja comptava amb el Concert per a flauta K. 313/ K. 285c i en un intent de facilitar el treball va prendre com a base l'esmentat Concert per a oboè que feia poc havia escrit, per tractar de complir l'encàrrec. El Tercer Concert per a Flauta mai va ser compost. L'holandès, per res satisfet, li va donar a Mozart amb prou feines 96 florins.
De vegades es pensa que el Concert per a flauta núm. 2 és el resultat d'una simple transposició de tonalitats, però en realitat es tracta d'una reelaboració del Concert per a oboè. Mozart va modificar diverses seccions de l'orquestració i la part solista, de tal manera que s'ajustaran al llenguatge propi de la flauta, és a dir, a les seves possibilitats sonores. El resultat no és una obra completament nova però sí d'un color sonor diferent, molt cridaner i molt diferent del Concert per a oboè. En comparació amb aquest, l'orquestració del Concert per a flauta és menys carregada, més brillant i especialment amb més espai per a la flauta solista.

## Instrumentació
L'obra està escrita per a cordes, dues flautes, i dues trompes.

## Estructura
Consta de tres moviments:
- I. Allegro aperto.
- II. Adagio non troppo.
- III. Rondó: Allegretto.

## Curiositats
Tant la versió per a flauta com la versió per a oboè del K. 314 es van interpretar sovint a Mannheim i a París. El 1783 Mozart va presentar una còpia del Concert per a Oboè a l'oboista d'Esterházy, Anton Meyer, qui va interpretar l'obra a Viena. No obstant això, posteriorment es van perdre la partitura i les parts, que van ser descobertes a Salzburg, només el 1920.
Com és possible, ens podem preguntar, que una obra que és essencialment la mateixa, tingui èxit com a concert per a oboè i també com a concert per a flauta? Totes dues versions semblen completament idiomàtiques i totes dues semblen utilitzar el solista d'una manera natural i acceptable. La resposta és que els concerts per a vent de Mozart estan més compromesos amb el lirisme en general que amb les possibilitats virtuoses particulars de cadascun dels instruments. Tenia un sentit de la melodia que transcendia les diferències entre els instruments. La noció que cada instrument de vent necessita la seva pròpia classe especial de música, i que només s'hi pot executar bé, va ser una idea posterior. La transcripdión era encara comú en el període clàssic, tal com ho havia estat al barroc. Les línies melòdiques de Mozart que sonen bé, com invariablement ho fan, resulten atractives interpretades a gairebé qualsevol instrument.